# St. Johannes der Täufer (Irschenberg)

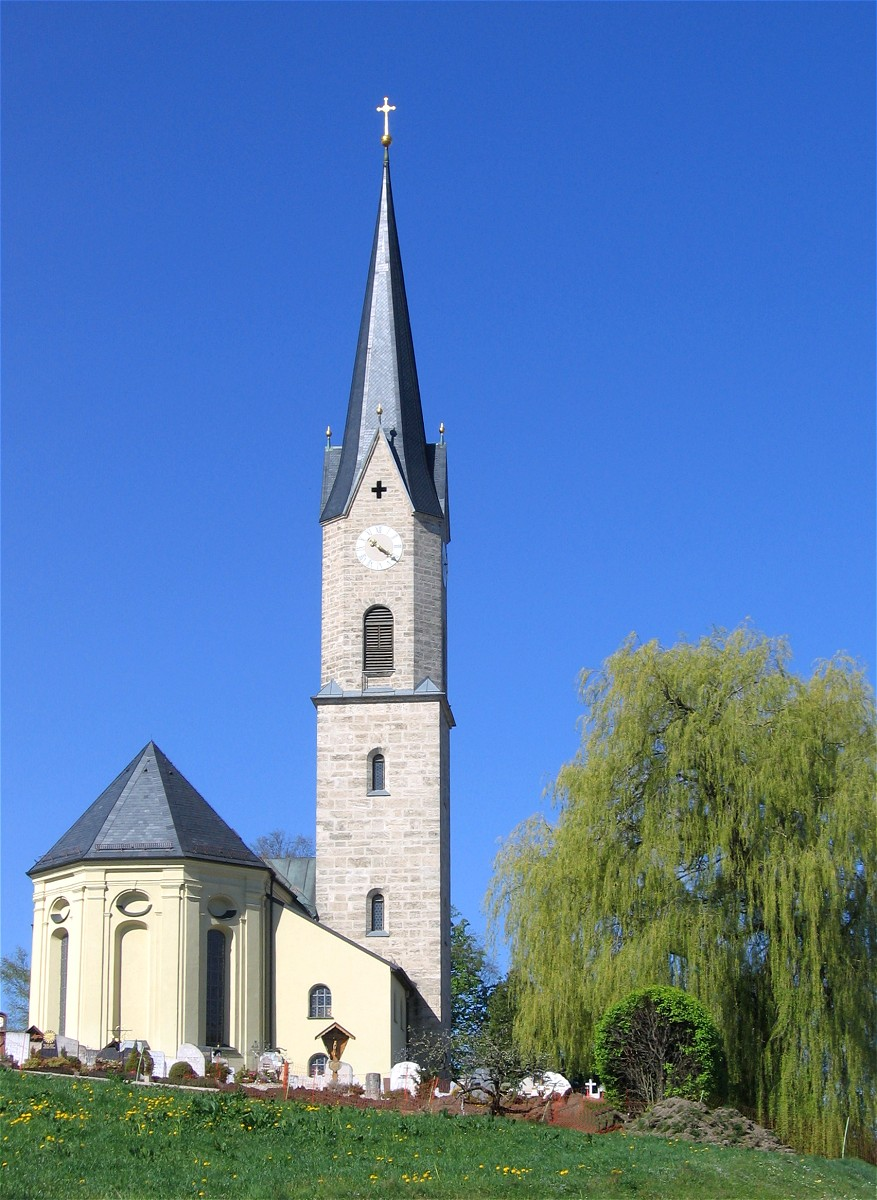
St. Johannes der Täufer in Irschenberg

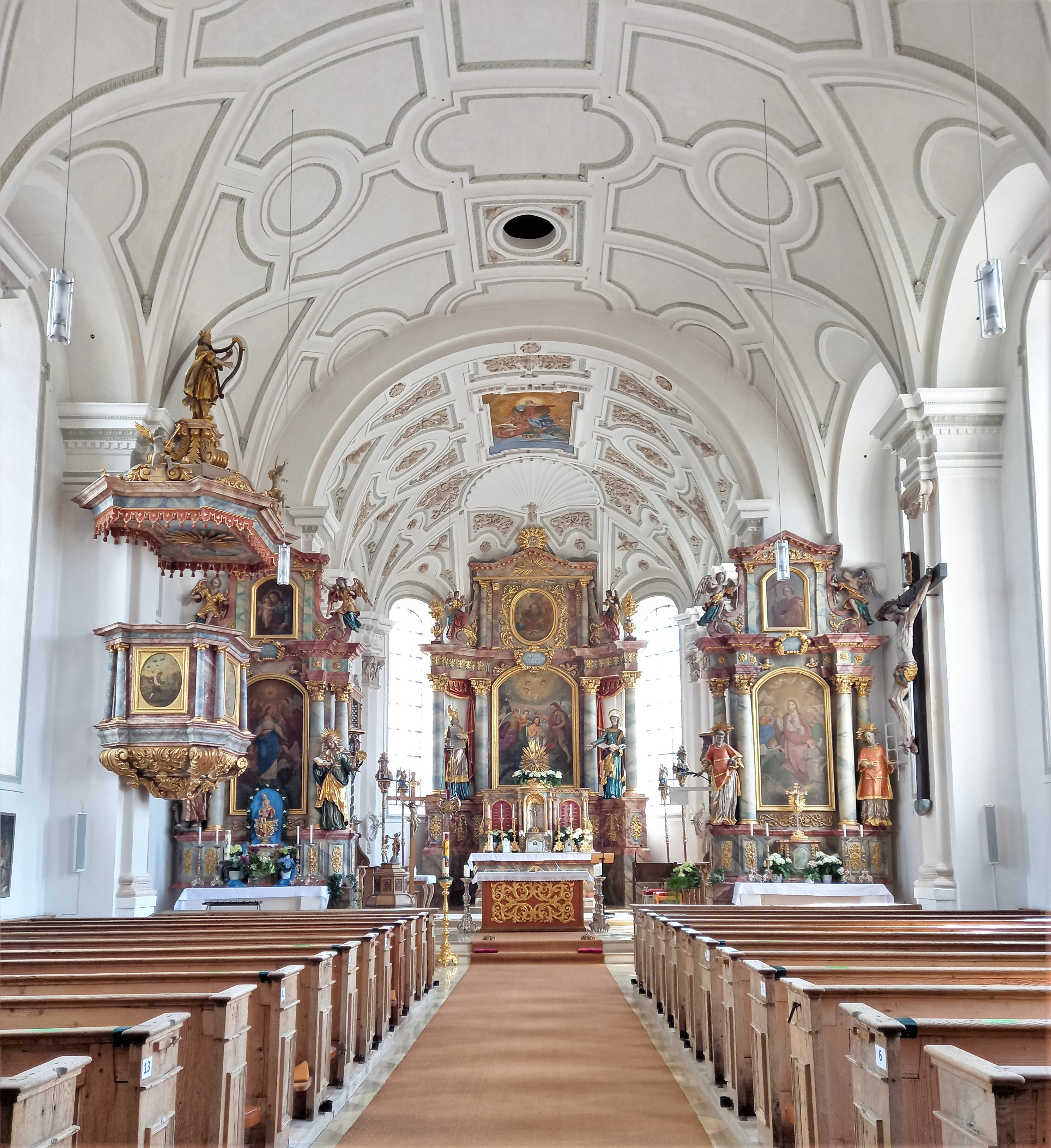
Innenraum

St. Johannes der Täufer ist der Name der römisch-katholischen Pfarrkirche von Irschenberg, einer Gemeinde im oberbayerischen Landkreis Miesbach. Sie ist in der Liste der Baudenkmäler in Irschenberg als Nummer D-1-82-123-1 eingetragen. Die Pfarrei gehört zum Dekanat Miesbach des Erzbistums München und Freising.

## Beschreibung
Die barocke Wandpfeilerkirche wurde 1696/97 anstelle eines durch Brand zerstörten mittelalterlichen Vorgängerbaus errichtet. Sie besteht aus dem Langhaus zu fünf Jochen, dem eingezogenen, dreiseitig geschlossenen, mit Pilastern an den Ecken versehenen Chor im Osten und dem Kirchturm aus Quadermauerwerk an der Nordwand des Langhauses, der nach der Zerstörung durch einen Blitzschlag 1869 erneuert werden musste. Das oberste Geschoss des mit einem spitzen Helm abgeschlossenen Turms enthält die Turmuhr und den Glockenstuhl mit fünf Bronzeglocken, die 2009 in Passau gegossen wurden. Die Sakristei ist an der Nordwand des Chors angefügt.
Der Hochaltar wird von den Skulpturen der Elisabet und des Zacharias flankiert. Zentrales Bild des Altarretabels ist ein Gemälde der Taufe Jesu von Alois Dirnberger aus dem Jahr 1888.